# Caladenia quadrifaria
Caladenia quadrifaria là một loài thực vật có hoa trong họ Lan. Loài này được (R.S.Rogers) D.L.Jones mô tả khoa học đầu tiên năm 1991.